# Convenção sobre a Eliminação de Todas as Formas de Discriminação contra a Mulher

Participação na Convenção sobre a Eliminação de Todas as Formas de Discriminação contra a Mulher.
Assinou e ratificou
Aderiu
Estado não reconhecido, mas que respeita o tratado
Apenas assinou
Não signatário

A Convenção sobre a Eliminação de Todas as Formas de Discriminação contra a Mulher (em língua inglesa, Convention on the Elimination of All Forms of Discrimination Against Women, CEDAW)  é um tratado internacional aprovado em 1979 pela Assembleia Geral das Nações Unidas. Descrito como uma declaração internacional de direitos das mulheres, que entrou em vigor em 3 de setembro de 1981 e foi ratificada por 188 Estados. Mais de cinquenta países que ratificaram a convenção, o fizeram sujeito a certas declarações, reservas e objeções, incluindo 38 países que rejeitaram o artigo aplicação 29, que trata de meios de resolução de litígios relativos à interpretação ou aplicação da convenção. A declaração da Austrália destacou as limitações de poder do governo central, resultante do seu sistema constitucional federal. Os Estados Unidos e Palau assinaram, mas não ratificaram o tratado. A Santa Sé, Irã, Somália, Sudão do Sul, Sudão e Tonga não são signatários do tratado.[carece de fontes?]

## Portugal
Portugal assinou a Convenção a 24 de Abril de 1980, depositou o seu instrumento de ratificação junto do Secretário-Geral das Nações Unidas a 30 de Julho de 1980 e a convenção entrou em vigor a 3 de Setembro de 1981 no país.

## Brasil
Brasil assinou a Convenção em 31 de março de 1981, porém teve a aprovação pelo Congresso Nacional feita em 14 de novembro de 1983 com ressalvas aos artigos 15, parágrafo 4°, e 16, parágrafo 1°, nas alíneas (a), (c),(g) e (h); a convenção entrou em vigor no Brasil em 2 de março de 1984 com essas reservas. Em 20 de dezembro de 1984, contudo, foram retiradas as reservas mencionadas anteriormente e então ficou aceita a Convenção por completo.